# SIGTERM
SIGTERM — сигнал на POSIX-сумісних платформах, який посилається процесу для інформування про необхідність достроково завершити своє виконання. Символьна змінна SIGTERM оголошена у заголовному файлі signal.h. Символьні імена для сигналів використовуються через те, що їхні номери залежать від конкретної платформи.

## Етимологія
SIG є загальноприйнятий префіксом для назв сигналів. TERM англ. terminate — завершення.

## Використання
SIGTERM — сигнал за умовчанням, який посилається процесу командою kill. Можливість перехоплення сигналу дозволяє процесу коректно, з точки зору обробки даних та взаємодії з іншими процесами, завершити свою роботу. Наприклад, процес може закрити відкриті файли, здійснити запис в журнал, повідомити інші процеси про своє завершення тощо.